# George de Hevesy
George Charles de Hevesy eller Georg Karl von Hevesy (ungarsk: Hevesy György; født 1. august 1885 i Budapest, død 5. juli 1966 i Freiburg im Breisgau) var en ungarsk kemiker, som fik Nobelprisen i kemi i 1943 for sin opdagelse af, hvordan man kan bruge radioaktive sporstoffer til at studere kemiske processer. Desuden var han medopdager af grundstoffet Hafnium.